# Onychogomphus lefebvrii
Onychogomphus lefebvrii är en trollsländeart som först beskrevs av Jules Pièrre Rambur 1842.  Onychogomphus lefebvrii ingår i släktet Onychogomphus och familjen flodtrollsländor. IUCN kategoriserar arten globalt som livskraftig. Inga underarter finns listade i Catalogue of Life.